# 1892 год в науке
В 1892 году были различные научные и технологические события, некоторые из которых представлены ниже.

## События
- Х. Лоренц и Дж. Фицджеральд высказали гипотезу о сокращении размеров тел вдоль движения (сокращение Лоренца — Фицджеральда).
- Х. Лоренц вывел выражение для силы, действующей на заряд, двигающийся в магнитном поле. Позднее эта сила была названа его именем.
- А. Майкельсон и Р. Бенуа сравнили длину эталонного метра с длиной световой волны.
- Вышел первый выпуск книги К. Э. Циолковского «Аэростат металлический управляемый»
- Появились работы английского учёного О. Хевисайда, посвящённые применению методах символического (операционного) исчисления к решению задач по теории распространения электрических колебаний в проводах.
- Георг Кантор обнаружил, что бывают разные виды бесконечностей, и изучал трансфинитные числа.

## Достижения человечества

### Открытия
- Уильям Рамсей открыл аргон.
- Рюккерт обнаружил хромосомы типа ламповых щёток
- Д. И. Ивановский открыл и описал вирусы, что послужило началом развития вирусологии

### Изобретения
- Изобретена газоразрядная ртутная лампа
- Дж. Дьюар изобрёл термос (сосуд Дьюара).

## Награды
- Ломоносовская премия: О. Д. Хвольсон за актинометрические исследования[1][2]:53-108.
- Медаль Копли: Рудольф Вирхов, врач, биолог, физиолог.
- Медаль Румфорда: Нильс Дюнер, шведский астроном.
- Медаль Уолластона в геологии: Фердинанд фон Рихтгофен.
- Медаль Дарвина:
  - Джозеф Долтон Гукер

## Родились
- 28 января — Карло Эмилио Бонферрони (ум. 1960), итальянский математик, один из основателей статистики.
- 30 марта — Стефан Банах (ум. 1945), польский математик, профессор Львовского университета (1924), декан физико-математического факультета этого университета (1939).
- 4 апреля — Карл Рейнмут (ум. 1979) — астроном.
- 18 апреля — Д. И. Меньшов (ум. 1988), советский математик, член-корреспондент АН СССР (1953). Автор трудов в области тригонометрических рядов
- 15 августа — Луи де Бройль (ум. 1987), французский физик, один из основоположников квантовой механики
- 6 сентября — Эдвард Виктор Эпплтон (ум. 1965) — английский физик
- 5 ноября — Дж. Б. С. Холдейн (ум. 1964), английский биолог
- С. В. Аничков, академик РАМН — основоположник русской нейрофармакологии.
- Роберт Уотсон-Уатт — шотландский физик, изобретатель радара (1935)

## Скончались
- 2 января — Джордж Эйри (р. 1801) — британский астроном, математик.
- 21 января — Адамс, Джон Кауч (р. 1819) — британский математик и астроном, иностранный член-корреспондент Санкт-Петербургской академии наук, член Лондонского королевского общества[3]
- 7 февраля — Йозеф Байма, итальянский учёный, математик, философ.
- 20 февраля — Герман Франц Мориц Копп, немецкий химик, сын медика Иоанна Генриха Коппа[нем.], племянник министра Карла Вильгельма фон Коппа[нем.][4].
- 1 апреля — Юстус Людвиг Адольф Рот, немецкий геолог.
- 4 апреля — Жереми Жозеф Бенуа Абриа, французский физик.
- 5 мая — Август Вильгельм Гофман (р. 1818), немецкий химик-органик.
- 22 июня — Пьер Оссиан Бонне (р. 1819), французский математик.
- 23 октября — Эмин Паша (р. 1840) — немецкий путешественник.
- 18 декабря — Ричард Оуэн (р. 1804) — английский зоолог.